# Patricia Corres Ayala
Norma Patricia Corres Ayala (1950-1 de enero de 2024) fue una filósofa, autora, docente y psicóloga mexicana.

## Biografía
Patricia Corres estudió Psicología y Filosofía en la Universidad Nacional Autónoma de México (UNAM), donde también ejerció como docente e investigadora. Obtuvo su doctorado en la Universidad de la Sorbona en París. Autora de diferentes libros de psicología.

## Libros
- 1994, La verdad del mito
- 1996, Los significados del placer en mujeres y hombres. (ISBN 9789683657824)
- 1997, Razón y experiencia en la psicología (ISBN 9789684762947)
- 1997, Alteridad y tiempo en el sujeto y la historia (ISBN 9786077921134)
- 2000, La memoria del olvido (ISBN 9789684763630)
- 2006, Espacios y tiempos múltiples
- 2009, Ética de la diferencia. Ensayo sobre Emmanuel Levinas
- 2011, La psique en el medievo (ISBN 978-607-736-370-5)
- 2014, Legado oculto. Recorriendo las vidas de Juana de Arco,Juana I de Castilla y Sor Juana Inés de la Cruz de la mano de la historia, la filosofía y la psicología
- 2015, Emmanuel Levinas. La alteridad y la política (ISBN 9786077361572)
- 2017, La psique en el medievo
- 2019, Relatividad del Mal (ISBN 978-607-736-614-0)
- 2022, Apuntes para una historia de psicología
- 2024, Vivir la muerte